# Tabuleiro do Norte
Tabuleiro do Norte is een gemeente in de Braziliaanse deelstaat Ceará. De gemeente telt 29.576 inwoners (schatting 2009).
De gemeente grenst aan Limoeiro do Norte, Apodi, Alto Santo en São João do Jaguaribe.